# Denis Fraeyman
Denis Fraeyman (Brasschaat, 1 augustus 1958 – 10 februari 2022) was een Belgisch voetballer en voetbalbestuurder. 

## Carrière
In 1974 tekende Fraeyman op 16-jarige leeftijd een contract bij eersteklasser Royal Antwerp FC. In diezelfde periode werd hij tevens opgeroepen als jeugdinternational voor de Belgische jeugdelftallen. Vanaf 1977 tot aan het einde van zijn spelerscarrière was hij echter enkel nog actief in lagere nationale reeksen bij Merksem SC, Boom FC en KFC Zwarte Leeuw. 
Ook na zijn loopbaan als speler bleef hij actief in de sportwereld. Zo was hij onder andere trainer van jeugdelftallen bij Antwerp FC en was hij assistent-coach van het eerste elftal tijdens de promotie naar de hoogste divisie in 2000. Later was hij gedurende zes jaar ook voorzitter van KFC Brasschaat. Vanaf 2018 was Fraeyman ook actief in de gemeentepolitiek, tijdens de gemeenteraadsverkiezingen van 2018 stond hij op de lijst voor N-VA in Brasschaat, maar haalde niet genoeg voorkeursstemmen om verkozen te worden.
Hij overleed in februari 2022 tijdens een nieroperatie.